# Cathleen With
Cathleen With (* 1967 in British Columbia, Kanada) ist eine kanadische Schriftstellerin und Lehrerin, die vor allen Dingen Kurzgeschichten verfasst und für ihren ersten Roman 2010 mit dem zu den BC Book Prizes gehörenden Ethel Wilson Fiction Prize ausgezeichnet wurde.

## Leben
Die 1967 in British Columbia geborene Cathleen With studierte an der University of British Columbia Kreatives Schreiben und schloss ihr Studium mit einem Master of Fine Arts ab. Durch ihre erweiterte Ausbildung arbeitet sie als Englischlehrerin in der Erwachsenen- und Förderpädagogik, wobei sie ihnen die Grundlagen des Theaterspiel als therapeutische Grundlage beibringt. Sie zieht es vor bei sozialintegrativen Schulprogrammen zu arbeiten und verbringt so ihre Arbeitszeit als Teilzeitlehrkraft in Vancouver, wobei sie auch nach Seoul reiste, um Kindern die Schriftstellerei nahezubringen.
2005 führte man die in Human Perspectives vorgestellte Kurzgeschichte Carny auf der Shortlist für den Western Magazin Award. Ihre Kurzgeschichtensammlung Skids, die von Straßenkindern aus Vancouver im Gebiet des Davie Village und Downtown Eastside handelte, stand 2007 auf der Shortlist der Relit Awards. Ihre Arbeiten erschienen in verschiedenen Literaturzeitschriften wie beispielsweise The Antigonish Review, Grain und Fireweed. Auch wenn sie am bekanntesten für ihre Kurzgeschichten ist, konnte ihr erster Roman Having Faith in the Polar Girls’ Prison, der 2009 bei Penguin Canada verlegt wurde, den Ethel Wilson Fiction Prize gewinnen. In ihren Arbeiten wie Skids verarbeitet sie ihre eigenen Depressionen aus der Jugendzeit wie auch ihre langjährigen Erfahrungen mit lernbehinderten und sozial auffälligen Jugendlichen sowie jungen Obdachlosen.

## Werk
Kurzgeschichten
- Detoxed. In: The Antigonish Review No. 110, 1997
- Hers Be Mine. In: Grain, Herbst 1998
- Jainfish. In: A Room of One’s Own Volume 21/4, 1999
- Streets. In: Fireweed, Sommer 1999
- Pyjamas. In: SUB-Terrain, Sommer 2000
- The Arbutus Tree. In: Love and Pomegranates hrsg. von Rona Murray, Garry McKevitt, 2000
- Channih Counts. In: A Room of One’s Own Volume 26/4 2003
- Carny. In: The Humanist in Canada Issue 149, 2004
- Guthrip. In: Geist, Issue 55, 2004
- Long-Haired Dog Faced Girl. In: This Magazine 2005
- Space Muppet. In: The Humanist in Canada 2005
- Skids. Arsenal Pulp Press, Vancouver 2006
- Having Faith in the Polar Girls’ Prison. Penguin Canada, Toronto 2009

## Auszeichnungen und Nominierungen
- 2005: Shortlist des Western Magazin Awards für Carny
- 2007: Shortlist des Relit Awards für Skids
- 2010: Ethel Wilson Fiction Prize für Having Faith in the Polar Girls’ Prison